# قطنه
قطنه (عربی: قطنّه) شهری در فلسطین است.